# 味方駅

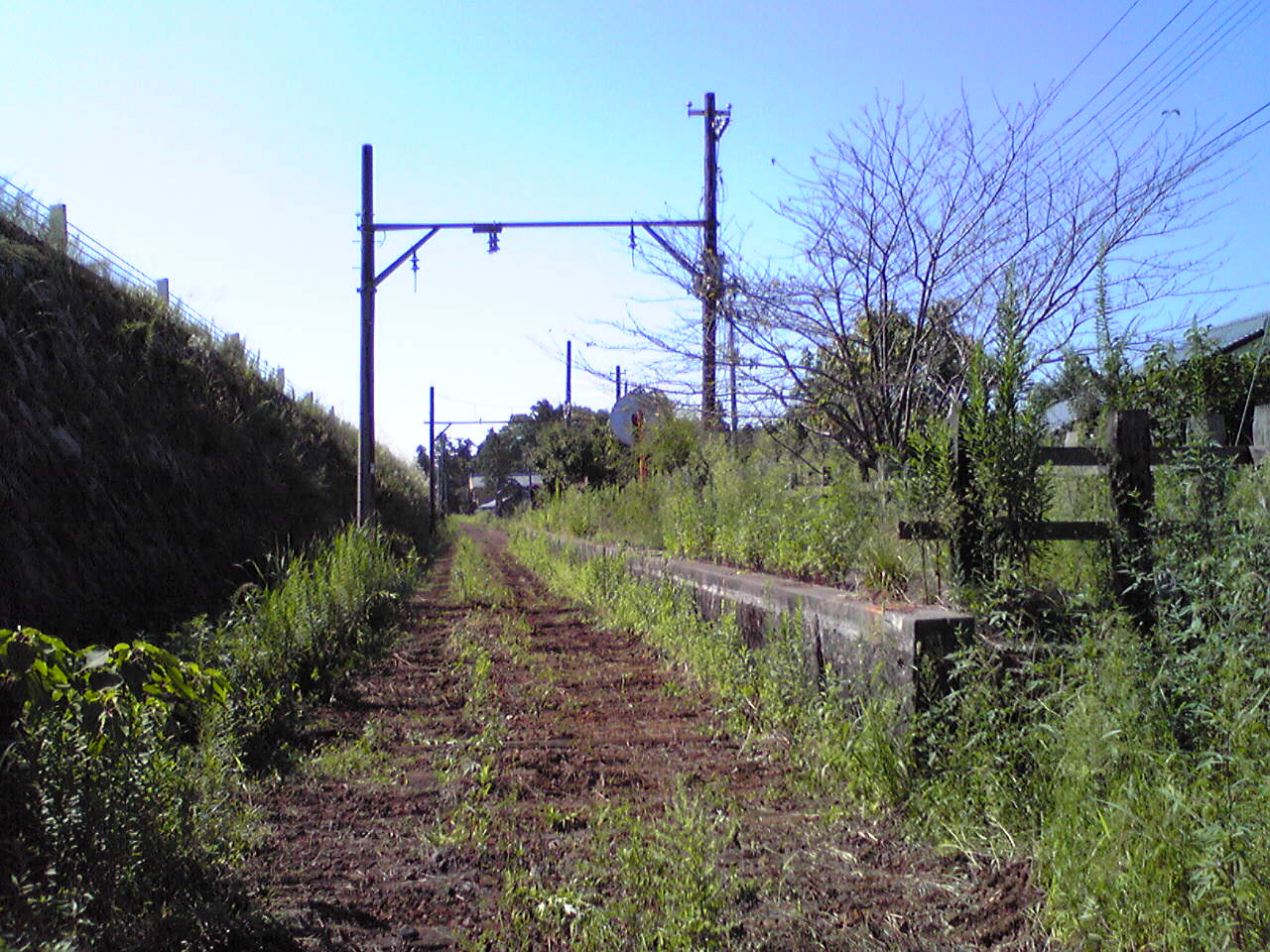
味方駅跡地のプラットホーム。（2007年9月15日撮影）

味方駅（あじかたえき）は、かつて新潟県西蒲原郡味方村大字味方（現新潟市南区味方）にあった新潟交通電車線の駅。

## 構造
単式ホーム1面1線の地上駅。一部時間帯のみ係員が配置される委託駅であった。

## 駅周辺
- 味方郵便局
- 旧笹川家住宅
  - 新潟交通では、同施設の観覧券が付いた電車線の往復割引乗車券を発売していた。
- 新潟県道66号白根西川巻線
- 味方村役場（現新潟市南区役所味方出張所）

## バス
新潟交通グループ（同社と新潟交通観光バス）の路線バス「味方線」のバス停留所が、駅跡西側約250mの県道66号角に設けられている。下記は2016年（平成28年）1月現在の運行路線。
笹川邸入口
- 西白根・月潟方面
  - W80　月潟
  - W81　潟東営業所
- 大野・青山方面
  - W80　味方・大野・ふるさと村経由　青山
  - W81　木場・味方・大野・ふるさと村経由　青山
※味方線の全便はいずれも青山発着で、古町・新潟駅方面との間は青山もしくは東青山で萬代橋ライン等との乗り換えが必要である。
※以前は南区区バス（レインボーバス）の路線も経由していたが、2015年度は味方地区での運行は実施していない。

## 歴史
- 1933年（昭和8年）4月1日 - 鉄道線東関屋駅 - 白根駅間開業と同時に新潟電鉄の駅として開業。
- 1943年（昭和18年）12月31日 - 新潟交通の発足により同社の駅となる。
- 1958年（昭和33年）11月まで貨物営業を行っていた[1]。
- 1959年（昭和34年）12月 - 請負化される[1]。
- 1999年（平成11年）4月5日 - 新潟交通電車線東関屋 - 月潟間廃線により廃駅となる。

## 駅跡
現在は駅施設が全て撤去されており、更地になっている。

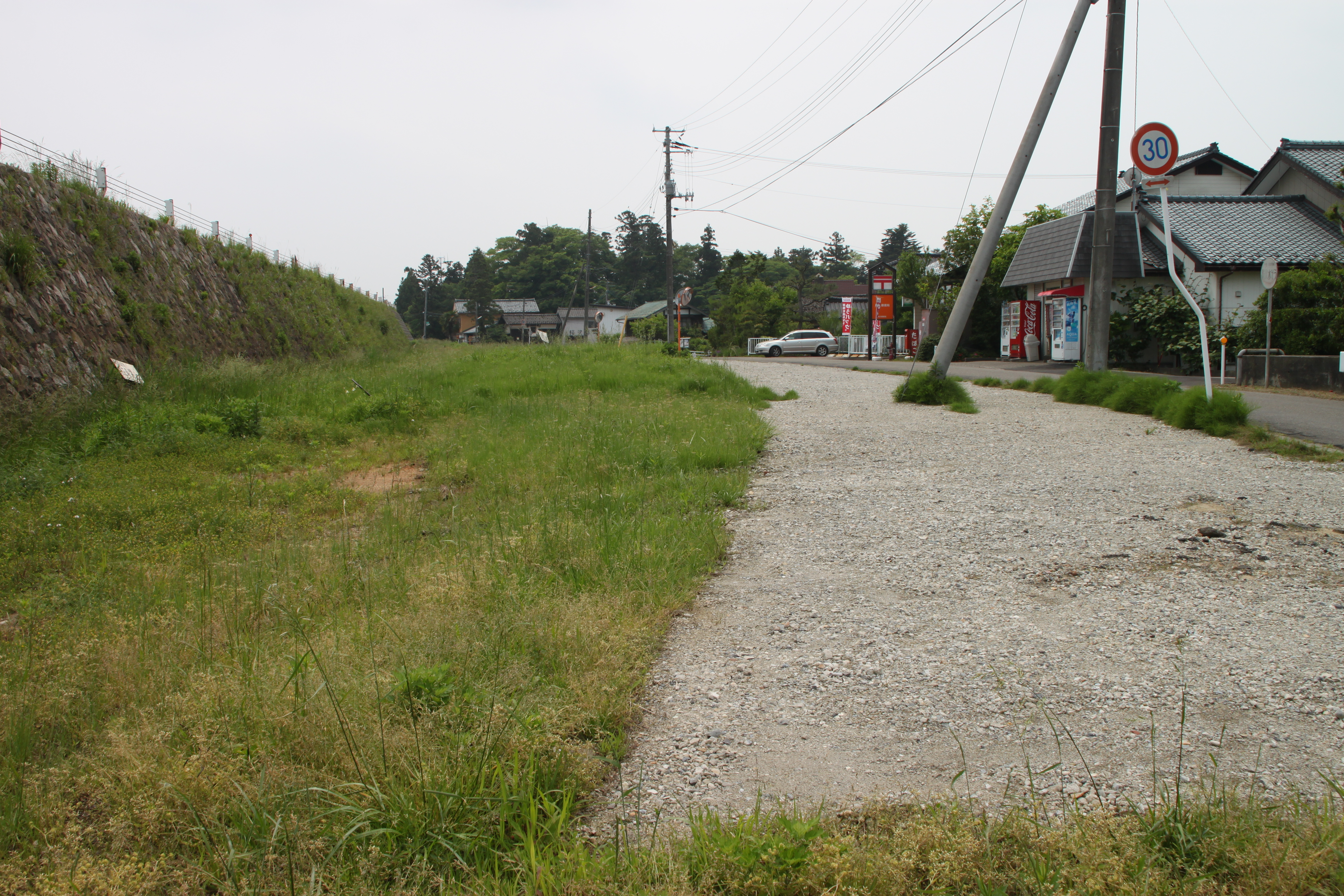
（2011年6月5日）

## 隣の駅
新潟交通
電車線
味方中学前駅 - 味方駅 - 白根駅